# ジャン・レイ
ジャン・レイ（Jean Rey, 1902年7月15日 - 1983年5月19日）はベルギーの弁護士、自由主義政治家。欧州委員会委員長を務めた。

## 人物
リエージュのプロテスタントの一家に生まれたレイはリエージュ大学で法学を学び、1926年にPh.D.を取得している。その後リエージュの控訴審裁判所で法廷弁護士として職歴を積み、ワロン独立運動に加わったことから政界入りする。1935年レイは自由党に入党しリエージュの市議会議員となり、1939年には下院議員選挙で勝利する。
第二次世界大戦が勃発したとき、レイはベルギー政府やレオポルド3世の「独立」（実際には中立）政策を強硬に反対した一人であった。1940年には予備役として動員されたがドイツ軍に捕捉され、終戦まで監禁の身となった。
戦後、レイはベルギー連邦制の支持に回り、1947年には連邦国家創設法案を提唱する。しかし、ベルギー議会の多数は連邦制を議論することを拒んだ。
レイは1949年から1950年にかけて復興担当大臣、1954年から1958年まで経済相を務めた。また政治家として早い時期から欧州石炭鉄鋼共同体の発展や欧州経済共同体、欧州原子力共同体の創設につながる協議に携わっている。
1958年から1967年まで欧州経済共同体委員会委員で対外関係を担当し、ケネディ・ラウンドの交渉で重要な役割を果たした。
1967年、レイはヴァルター・ハルシュタインの後任として欧州委員会委員長（ブリュッセル条約が発効して初の委員会委員長）に就任、連邦主義者らしく共同体の機構の強化に着手し、その中で欧州議会の権限強化と普通選挙の実施を提唱した。また在任中には関税同盟の完成も執り仕切った。
レイは1969年のハーグでの加盟国首脳会議において重要な役割を果たし、各国首脳はそこで2つの新たな枠組みを創設して欧州統合をさらに進めることを決定した。すなわち経済通貨統合と欧州政治協力で、今日の欧州連合 のユーロと共通外交・安全保障政策の原型となるものである。またハーグではフランスがイギリスの欧州諸共同体への加盟反対の姿勢を転換したということも重要な点である。
任期の最終年となる1970年、レイは自身が提唱していた共同体の独自の権限について各国政府の支持を取り付けた。これは欧州経済共同体が加盟国の負担金のみでなく、関税や域外から輸入される農産品に対する課税、付加価値税による歳入が可能になったのである。
1964年から1974年にかけて、レイはブルッヘの欧州大学院大学の理事長を務めた。また1974年から1978年には欧州統合運動の指導者となり、またジャン・モネ基金の役員も務めた。1979年、欧州議会の初の直接選挙で当選し議員となった。
ジェン・レイはなおもベルギー政界での活動を続けていた。レイは自由進歩党を離党したフランス語話者の自由主義の政治家の影のリーダーとなり、1976年にワロン系自由改革党を結成した。